# پیر ورنیه
پیر ورنیه (فرانسوی: Pierre Vernier‎; ۲۹ اوت ۱۵۸۰ – ۱۴ سپتامبر ۱۶۳۷) ریاضی‌دان اهل فرانسه بود، که مخترع مقیاس ورنیه می‌باشد. مقیاس ورنیه یک ابزار اندازه‌گیری دیداری است که صحت و دقت کاربران را در اندازه‌گیری بالا می‌برد و در دستگاه‌های ناوبری، ابزارهای آزمایشگاهی، ماشین‌های ابزار و ابزارهای اندازه‌گیری (همچون کولیس و میکرومتر) استفاده می‌شود.